# Белякова, Евгения Александровна
Евгения Александровна Белякова (родилась 27 июня 1986 в Санкт-Петербурге) — российская профессиональная баскетболистка, выступающая в чемпионате России за клуб «УГМК (Екатеринбург)». Бывший капитан национальной сборной России. Мастер спорта России международного класса. Чемпионка ВНБА 2016 года в составе «Спаркс».

## Достижения
- Чемпионка женской НБА: 2016
- Серебряный призёр Универсиады: 2007, 2009.
- Чемпионка Европы: 2011
- Бронзовый призёр Евролиги: 2015, 2017
- Чемпион России: 2016, 2017
- Серебряный призёр чемпионата России: 2012, 2013
- Бронзовый призёр чемпионата России: 2015
- Обладатель Кубка России: 2015, 2017
- Серебряный призёр Кубка России −2013.
- Серебряный призёр женской Балтийской лиги: 2011
- Бронзовый  призёр Кубка России −2012.
- Чемпионка Европы среди молодежи: 2006.
- Чемпионка Европы среди юниоров: 2004